# Formación Vilquechico
La Formación Vilquechico, es una formación geológica de Perú, cuyo sitio fósil data del Campaniense y el Maastrichtiense, está situada en el centro este del departamento de Puno, al norte este del Lago Titicaca y al sur este de la Laguna de Arapa. Se han encontrado icnitias de dinosaurios, probablemente de terópodos.